# کیوان مرادیان کوچکسرایی
کیوان مرادیان کوچکسرایی اصولگرا ایرانی است. وی موفق شد در یازدهمین انتخابات مجلس شورای اسلامی که در تاریخ ۲ اسفند ۱۳۹۸ برگزار شد، با کسب ۶۱ هزار و ۹۸ رای از مجموع ۱۴۵ هزار و ۱۱۷ رای، از حوزه انتخابیه قائمشهر، سوادکوه و جویبار از استان مازندران انتخاب گردد و به مجلس راه یابد.
در اولین سال ورود به مجلس عضو کمیسیون انرژی مجلس شده
سوابق علمی:
دکتری فیزیک
دبیر دبیرستان‌های تهران و کرج
برخی سوابق سیاسی و اجرایی
مؤسس و بنیان‌گذار بزرگترین جنبش دانشجویی کشور و دبیرکل جنبش دانشجویی دانشگاه‌های کشور
دبیر حزب دانش آموختگان مستقل دانشگاه‌های سراسری
مشاور عالی استاندار تهران
فرماندار رباط کریم
قائم مقام معاونت اداری و طرح و برنامه نهاد رهبری دانشگاه
مدیر کل اداری و منابع انسانی دانشگاه‌های آزاد کشور
مدیر طرح و لوایح صدا و سیمای جمهوری اسلامی ایران در حوزه معاونت پارلمانی
رئیس صندوق رفاه دانشجویان